# Duolandrevus mjobergi
Duolandrevus mjobergi är en insektsart som beskrevs av Lucien Chopard 1930. Duolandrevus mjobergi ingår i släktet Duolandrevus och familjen syrsor. Inga underarter finns listade i Catalogue of Life.